# Rhynchelytrum
Rhynchelytrum es un género de plantas herbáceas perteneciente a la familia de las poáceas. Es originario de África tropical, Madagascar, Arabia a Indochina.

## Etimología
El nombre del género deriva de las palabras griegas rhychos (pico) y élitros (escala), refiriéndose a los picos de glumas y lemas.

## Especies
- Rhynchelytrum amethysteum
- Rhynchelytrum ascendens
- Rhynchelytrum bellespicatum
- Rhynchelytrum bequaertii
- Rhynchelytrum brevipilum